# Сефер Гази ага
Сефе́р Гази́ ага́, в литературе также Сефер Гази-ага, Сефер Газы-ага, Сефер Кази-ага, (крым. Sefer Ğazi ağa, Сефер Гъази агъа, سفر غازى آغا‎; Крымское ханство — 1664, Крымское ханство) — визирь во время правления крымских ханов Исляма III Герая (1644—1654) и Мехмеда IV Герая (1654—1666 второе правление). Он занимал должность визиря в 1644—1664 годах (с небольшим перерывом в 1645—1646 годах).

## Биография
Самый выдающийся визирь Крымского ханства за более чем трехсотлетнюю историю этого государства. Хан Ислам III Герай во многом обязан своим престолом ему. Этот хан, став правителем Крыма в 1644 году, сделал Сефера Гази ага визирем своего государства в благодарность за поддержку и многочисленные интриги, устроенные для него во время восшествия на престол. Будучи почти двадцать лет визирем Крымского ханства, он сделал много для развития государства, благодаря ему в Крыму было построено много общественных зданий (мечети, бани, дворцы и т. д.). В 1645 году интриги Сефер Гази аги, который поддержал возмущение беев против хана Исляма III Герая, привели его к тюремному заключению и грозили смертной казнью. Однако благодаря своей ловкости и хитрости он вновь обрел свободу и вернул должность визиря. Принимал участие в Зборовском походе (1649).
После передачи в 1660 году поляками крымцам пленного воеводы боярина Василия Шереметева дал ему аудиенцию. Позднее в начале 1661 года участвовал в переговорах о его освобождении с царским посланцем дьяком Иваном Татариновым, которые однако закончились неудачно.
За время своего пребывания у власти он практически держал в руках курс правительства (дивана), вернув Крымскому ханству высокое положение на международной арене. Он был примером одаренного и умного человека, пришедшего к высшей власти несмотря на свое бедное происхождение (происходил из мелкой татарской знати).
Во время правления Мехмеда IV Герая ему повезло менее, чем раньше. Он был убит в 1664 году за поддержку оппозиции хану.
Звание визиря пришло из Османской империи и соответствовало министру, хотя в Крымском ханстве он имел большие полномочия соответствующие нынешнему премьер-министру. Визири в Крымском ханстве избирались из местных беев и имели титул Карача.
В помещении мечети Шор-Джами в Карасубазаре в 1925 году была обнаружена мраморная доска с именем визиря Сефера Гази-ага, ранее снятая со стены караван-сарая Верхнего Таш-хана. Текст был записан и переведен О.-Н. А. Акчокраклы в «дорожном альбоме» У. А. Боданинского (до настоящего момента не выявлен).